# Mostefa Ben Boulaïd
Pour le film qui raconte son histoire, voir Mostefa Ben Boulaïd (film).
Mostefa Ben Boulaïd (en arabe : مصطفى بن بولعيد, en berbère : ⵎⵓⵚⵟⴰⴼⴰ ⴰⵜ ⴱⵓⵍⵄⵉⴷ, Musṭafa Ath Bulɛid), né le 5 février 1917 à Arris (Algérie française) et mort le 22 mars 1956 dans le massif des Aurès (Algérie française), est un militant nationaliste algérien, un des fondateurs du Front de libération nationale en 1954, commandant de la zone Aurès au début de la guerre d'Algérie,.

## Biographie

### Origines et formation

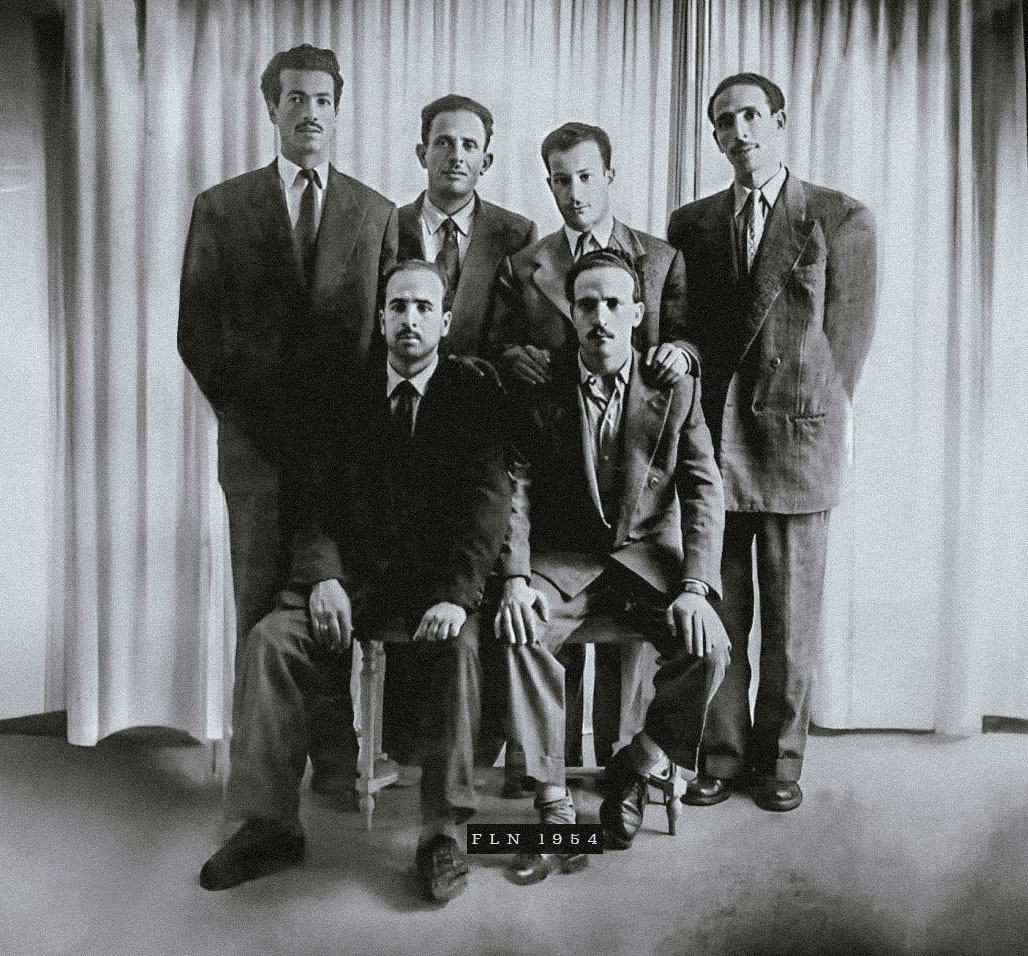
Chefs du FLN. Photo prise juste avant le déclenchement de la révolution du 1 novembre 1954. (Debout, de gauche à droite: Rabah Bitat, Mostefa Ben Boulaïd, Didouche Mourad et Mohamed Boudiaf
Assis: Krim Belkacem à gauche, et Larbi Ben M'Hidi à droite).

Mostefa Ben Boulaïd est issu d'une famille chaouie aisée d'Arris, chef-lieu de la commune mixte de l'Aurès.
En 1939, il accomplit le service militaire obligatoire et est mobilisé durant la Seconde Guerre mondiale. En 1944, il se distingue par son courage pendant la campagne d'Italie, ce qui lui vaut la médaille militaire et la croix de guerre 1939-1945.
Le militant nationaliste (1945-1954)
Démobilisé avec le grade d'adjudant, il regagne sa ville natale, où il milite dans les rangs du Parti du peuple algérien (PPA) de Messali Hadj, puis du MTLD. Il joue un rôle important dans l'OS, branche armée clandestine du parti, au sein de laquelle il mène une intense activité de formation politique et militaire des jeunes. Il commence à se procurer des armes en les achetant avec ses propres deniers et participe à l'hébergement des militants pourchassés par les autorités. Il supervise personnellement la distribution des armes à ces militants. En 1947, il participe aux élections à l'Assemblée algérienne et obtient une large victoire. Cependant, les résultats sont falsifiés par les autorités françaises.
Membre du comité central du PPA-MTLD, il rompt avec les membres de ce comité lors de la crise qui oppose les centralistes à Messali Hadj.
Aux origines du FLN (1954)
En mars 1954, il est l'un des fondateurs du Comité révolutionnaire d'unité et d'action (CRUA) et préside la « réunion des 22 » du 25 juin 1954 dans une villa du Clos Salambier appartenant à Lyès Deriche à Alger, vingt-deux Algériens se prononcent « pour la révolution illimitée jusqu'à l'indépendance totale », qui vise à établir une vision uniforme autour de la question du déclenchement de la lutte armée. En octobre 1954, lorsque le CRUA devient le Front de libération nationale (FLN), il est l'un des membres du « Comité des six » chefs insurrectionnels (avec Mohammed Boudiaf , Larbi Ben M'hidi, Rabah Bitat, Didouche Mourad et Krim Belkacem) et responsable de la zone I (Aurès).
Le combattant (1954-1956)
Il dirige les opérations du 1er novembre 1954 (Toussaint rouge) dans l'Aurès, région qui joue un rôle particulièrement important dans cette journée marquant le début de la guerre d'Algérie et qui va subir dès les premiers mois une très forte répression.
En 1955, il se rend en Libye pour approvisionner les militants en armes et participe aux deux batailles d’Ifri el blah et Ahmar Khaddou.

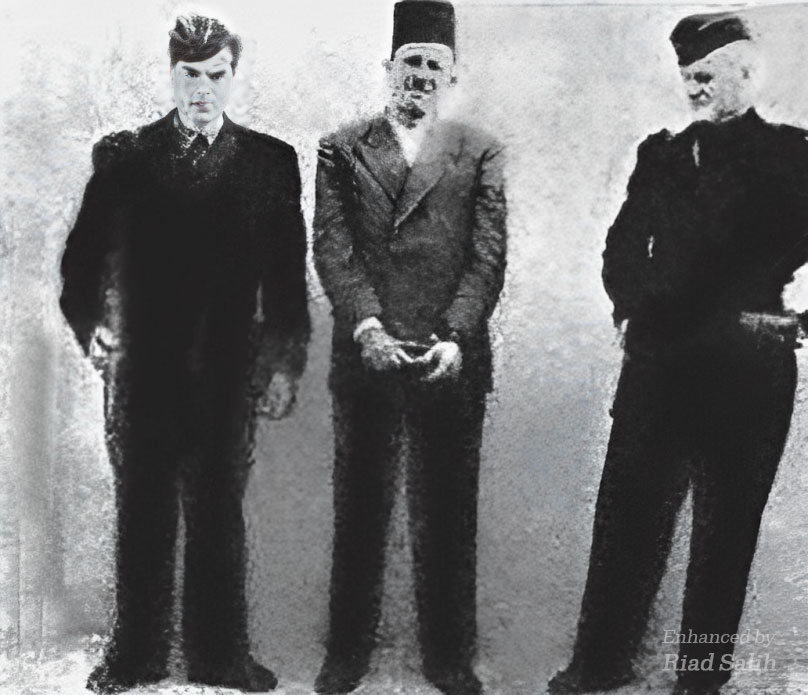
Photo prise après son arrestation en Tunisie (11 février 1955), Ben Boulaïd réussit à transmettre un message symbolisant l'unité avec ses deux pouces.

Il est arrêté le 11 février 1955 en Tunisie, ses avocats sont deux militants anticolonialistes français Yves Dechezelles et Pierre Stibbe. Condamné à mort par le tribunal de Constantine, il est incarcéré à la prison centrale de Constantine. Il s'en évade en novembre 1955 avec plusieurs autres détenus dont Tahar Zbiri, grâce à la complicité d'un gardien de prison, Djaffer Chérif, lui aussi chaoui. Durant cette évasion, un de ses compagnons chute, se blesse et, repris, sera ensuite guillotiné. C'est en commun accord, au tirage au sort, que l'ordre d'évasion s'est déroulé.

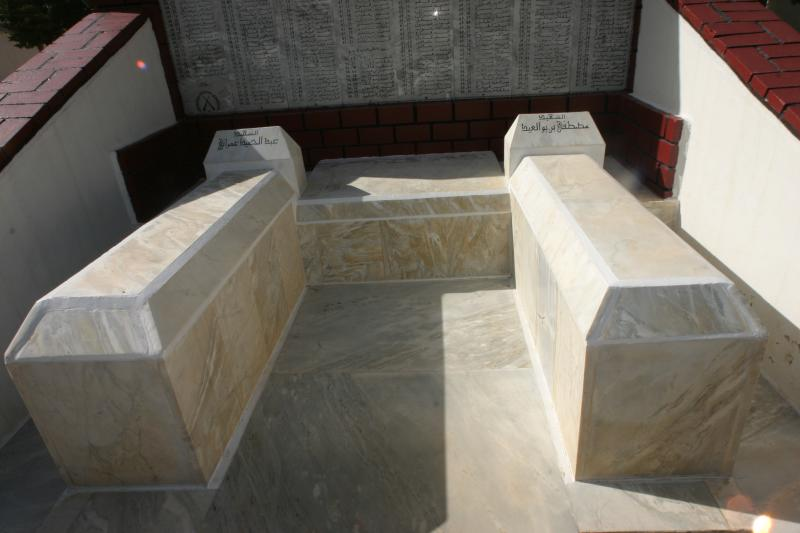
La tombe de Si moustefa à droite et son compagnon Lamrani à gauche à Nara, Menaa, wilaya de Batna

Revenu dans le maquis, Mostefa Ben Boulaïd est tué le 22 mars 1956 avec un de ses proches collaborateurs, Abdelhamid Lamrani (le frère de Laïd Lamrani) à la suite de l'explosion d'un poste radio piégé parachuté par l'armée française.

## Décorations
- Croix de guerre 1939–1945
- Médaille militaire

## Hommages

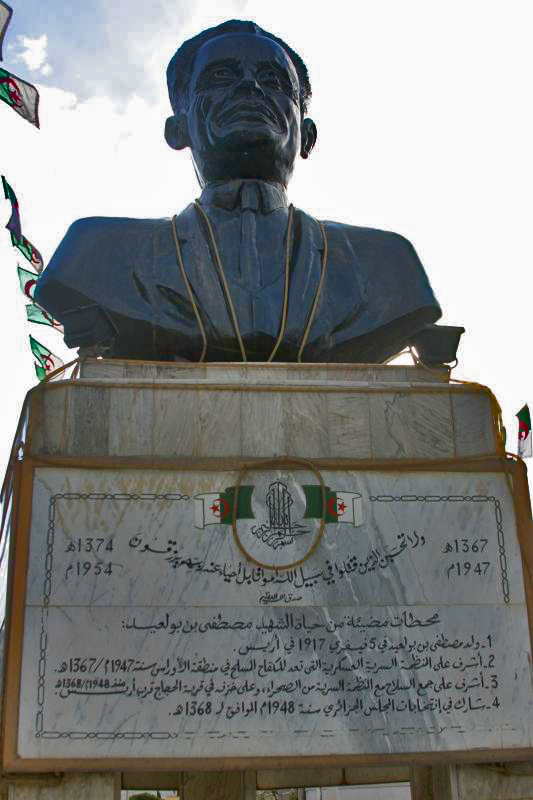
Le buste de Mostefa Benboulaïd à Arris dans la wilaya de Batna.

Héros national de l'Algérie, sa mémoire est honorée par un buste sur les places principales de Batna et d'Arris.

### Lieux et infrastructures
Un certain nombre de lieux et établissements portent son nom :
- Une allée à Batna et une autre à Oran
- Un boulevard emblématique à Alger (Sidi M'Hamed)
- Une des plus grandes avenues d'Annaba, boulevard Bertagna, qui relie le Cours de la Révolution (anciennement Cours Bertagna) aux quartiers Saint-Cloud, Plaisance et Kouba, et aux plages de Chapuis et Toche
- Une école moyenne à Annaba
- Un lycée à Batna et un autre à Aïn El Hammam
- Une école primaire à Mohammadia (Alger)
- L'Aéroport de Batna porte son nom à compter de 1998[11].
- L'hôpital à Blida est baptisé à son honneur[12].
- L'Université Batna 2 est baptisée à son nom[13].
- Le poste-frontière entre l'Algérie et la Mauritanie porte son nom[14].

### Cinéma
- En 2007, Ahmed Rachedi tourne un film de lui sous le nom de Mostefa Ben Boulaïd, dans le cadre de la manifestation « Alger, capitale de la culture arabe 2007 », produit avec la collaboration du ministère des Moudjahidine, du ministère de la culture et de l'entreprise « Missane Balkis films »[15].